# Robert Greifeld

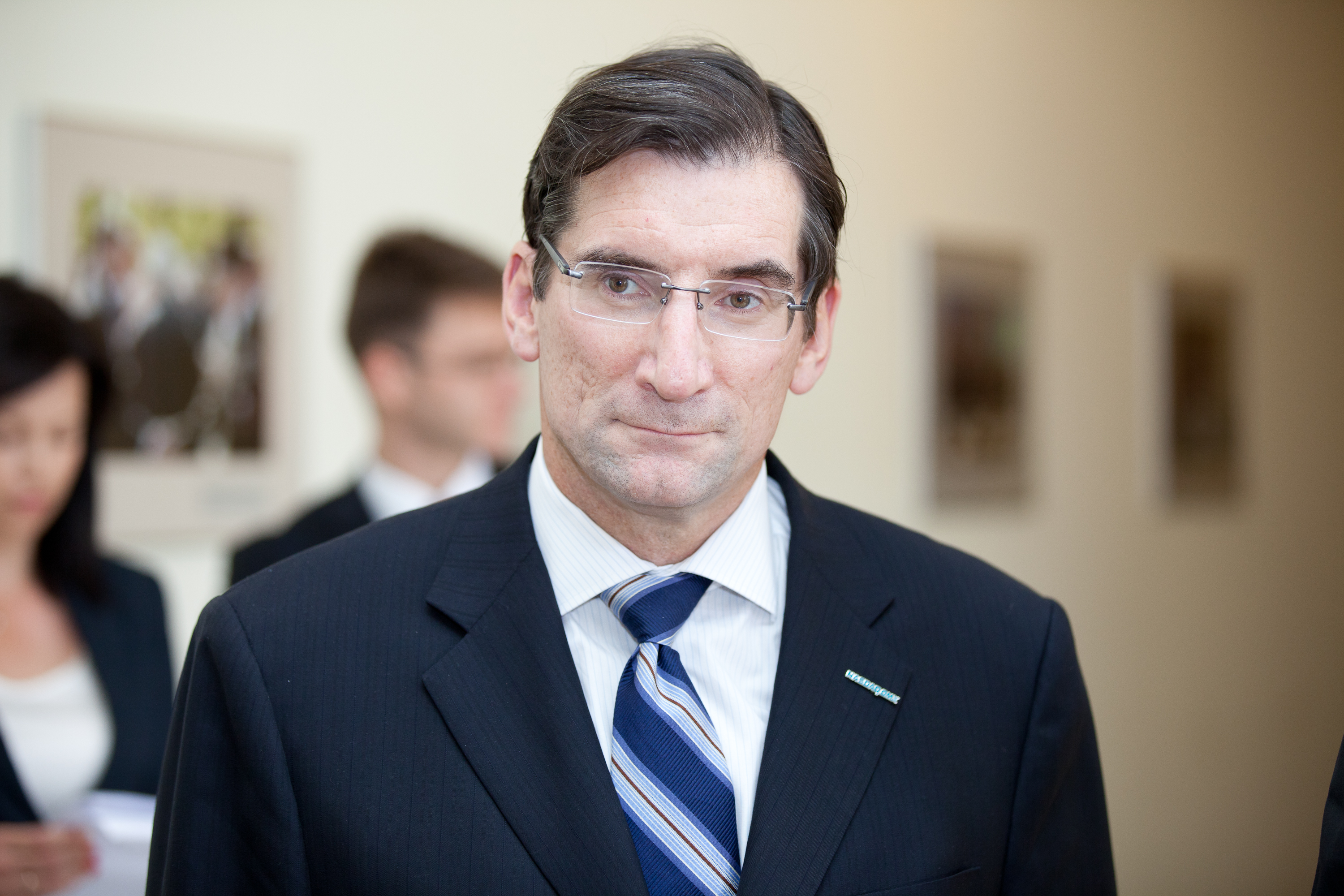
Robert Greifeld

Robert Greifeld (* 18. Juli 1957 in Queens, New York) ist aktuell der CEO der NASDAQ OMX Group, einer der größten internationalen Börsenbetreiber.

## Leben und Karriere
Greifeld wurde in Queens, New York, als Sohn einer italienisch-amerikanischen Mutter und eines irisch-deutschen Vaters geboren. 20 Jahre seines Lebens arbeitete er in der Technologiebranche und entwickelte erste elektronische Börsenhandelssysteme. Er hat der NASDAQ in nur neun Quartalen zu einem enormen Umsatzwachstum verholfen. Im Jahr 2006, als Greifeld CEO wurde, war der NASDAQ so erfolgreich wie nie (seit Beginn der Aufzeichnung der Finanzen im Jahr 1997) und bereits im Jahr 2005 war die NASDAQ-OMX-Aktie schon die Nummer 1 aller Märkte.
Das Gehalt für das Jahr 2012 betrug insgesamt 8,9 Millionen Dollar, wohingegen er im Jahr 2011 1,3 Millionen Dollar weniger erhielt.
Robert Greifeld ist ein ausgesprochener Befürworter der effizienten Kapitalmärkte, guter Regulierung und Sicherstellung des ständigen Wachstums der US-Märkte.
Vor seinem Eintritt beim NASDAQ im Mai 2003 war Greifeld Vizepräsident von SunGard, einem US-amerikanischen Technologie-Unternehmen. Er hat einen Master-Abschluss in Wirtschaft von der New York University Stern School of Business und einen Bachelor of Arts in Englisch vom Iona College.
Greifeld wohnt mit seiner Frau und seinen drei Kindern in Westfield, New Jersey.